# سفري رنص
سفري رنص هي إحدى بلديات فلونِية الواقعة في مقاطعة هينو ببلجيكا.